# Wybory do Parlamentu Europejskiego na Łotwie w 2014 roku
Wybory do Parlamentu Europejskiego na Łotwie w 2014 roku odbyły się w sobotę 24 maja. Były to trzecie wybory do Parlamentu Europejskiego w tym kraju. W ich wyniku Łotysze wyłonili 8 eurodeputowanych VIII kadencji.
Frekwencja w wyborach wyniosła 30,24%.
Spośród ugrupowań największe poparcie uzyskała rządząca Jedność – 46,19%, co przełożyło się na cztery z ośmiu mandatów. Na kolejnych miejscach znalazły się Zjednoczenie Narodowe „Wszystko dla Łotwy!”–TB/LNNK – 14,25%, Socjaldemokratyczna Partia „Zgoda” – 13,04%, Związek Zielonych i Rolników – 8,25%, Rosyjski Związek Łotwy – 6,38%. Ugrupowania te uzyskały po 1 miejscu w PE VIII kadencji.
Dziewięć pozostałych komitetów nie uzyskało przedstawicieli w Parlamencie Europejskim. Najwięcej z małych partii zdobyła Alternatywa Aleksandra Mirskiego – 3,73%.
W skład delegacji łotewskiej do Parlamentu Europejskiego weszli: Valdis Dombrovskis, Sandra Kalniete, Artis Pabriks, Arturs Krišjānis Kariņš (Jedność), Roberts Zīle (VL!-TB/LNNK), Andrejs Mamikins (Zgoda), Iveta Grigule (ZZS) oraz Tatjana Ždanoka (LKS).

## Wyniki wyborów
| Lista wyborcza                                        | Głosy   | %     | Mandaty |
| ----------------------------------------------------- | ------- | ----- | ------- |
| Jedność                                               | 204 979 | 46,19 | 4       |
| Zjednoczenie Narodowe „Wszystko dla Łotwy!” – TB/LNNK | 63 229  | 14,25 | 1       |
| Socjaldemokratyczna Partia „Zgoda”                    | 57 863  | 13,04 | 1       |
| Związek Zielonych i Rolników                          | 36 637  | 8,26  | 1       |
| Rosyjski Związek Łotwy                                | 28 303  | 6,38  | 1       |
| Alternatywa                                           | 16 566  | 3,73  | 0       |
| Łotewskie Zjednoczenie Regionów                       | 11 035  | 2,49  | 0       |
| Dla Rozwoju Łotwy                                     | 9421    | 2,12  | 0       |
| Łotewska Partia Socjalistyczna                        | 6817    | 1,54  | 0       |
| Łotewska Socjaldemokratyczna Partia Robotnicza        | 1462    | 0,33  | 0       |
| Związek Chrześcijańsko-Demokratyczny                  | 1453    | 0,33  | 0       |
| Łotewska Partia Odrodzenia                            | 1252    | 0,28  | 0       |
| O Republikę Prezydencką                               | 672     | 0,15  | 0       |
| Suwerenność                                           | 599     | 0,13  | 0       |